# Лесото на Светском првенству у атлетици на отвореном 2011.
Лесото је учествовао на 13. Светском првенству у атлетици на отвореном 2011. одржаном у Тегуу од 27. августа до септембра. Репрезентацију Лесота представљала су 2 такмичара (1 мушкарац и 1 жене) који су се такмичили у 2 дисциплине (1 мушка и 1 женска). , 
На овом првенству Лесото није освојио ниједну медаљу, а постигнут је рекорд сезоне.

## Учесници
| Мушкарци: - Мосито Лехата — 200 м | Жене: - Молебохенг Мафата — Маратон |  |

## Резултати

### Мушкарци
| Атлетичар     | Дисциплина | Лични рекорд | Квалификације | Квалификације | Група    | Група      | Полуфинале     | Полуфинале     | Финале               | Финале               | Детаљи |
| Атлетичар     | Дисциплина | Лични рекорд | Резултат      | Место         | Резултат | Место      | Резултат       | Место          | Резултат             | Место                | Детаљи |
| ------------- | ---------- | ------------ | ------------- | ------------- | -------- | ---------- | -------------- | -------------- | -------------------- | -------------------- | ------ |
| Мосито Лехата | 200 м      | 20,93        |               |               | 21,03    | 3. у гр. 4 | Није стартовао | Није стартовао | Није се квалификовао | Није се квалификовао |        |

### Жене
| Атлетичарка       | Дисциплина | Лични рекорд | Квалификације | Квалификације | Група    | Група | Полуфинале | Полуфинале | Финале     | Финале  | Детаљи |
| Атлетичарка       | Дисциплина | Лични рекорд | Резултат      | Место         | Резултат | Место | Резултат   | Место      | Резултат   | Место   | Детаљи |
| ----------------- | ---------- | ------------ | ------------- | ------------- | -------- | ----- | ---------- | ---------- | ---------- | ------- | ------ |
| Молебохенг Мафата | Маратон    |              |               |               |          |       |            |            | 3:28:30 РС | 43 / 55 |        |

Легенда: НР = национални рекорд, ЛР= лични рекорд, РС = Рекорд сезоне (најбољи резултат у сезони до почетка првества), КВ = квалификован (испунио норму), кв = квалификова (према резултату)